# Андрейс Піеделс
Андрейс Піеделс (латис. Andrejs Piedels, нар. 17 вересня 1970, Єкабпілс) — латвійський футболіст, що грав на позиції воротаря. По завершенні ігрової кар'єри — тренер. З 2013 року входить до тренерського штабу клубу Латвія.
Виступав, зокрема, за клуб «Сконто», а також національну збірну Латвії.

## Клубна кар'єра
У дорослому футболі дебютував 1992 року виступами за команду «Даугава» (Рига). 
Згодом з 1993 по 1997 рік грав у складі команд «Пардаугава», «ДАГ Рига», «Амстриг» та ЛУ/«Даугава».
Своєю грою за останню команду привернув увагу представників тренерського штабу клубу «Сконто», до складу якого приєднався 1998 року. Відіграв за ризький клуб наступні дев'ять сезонів своєї ігрової кар'єри.
Протягом 2008—2009 років захищав кольори клубів «Юрмала-VV» та «Даугава 90».
Завершив ігрову кар'єру у команді «Олімпс», за яку виступав протягом 2010 року.

## Виступи за збірну
У 1998 році дебютував в офіційних матчах у складі національної збірної Латвії.
У складі збірної був учасником чемпіонату Європи 2004 року у Португалії.
Загалом протягом кар'єри в національній команді, яка тривала 8 років, провів у її формі 14 матчів.

## Кар'єра тренера
Розпочав тренерську кар'єру відразу ж по завершенні кар'єри гравця, 2010 року, увійшовши до тренерського штабу клубу «Олімпс», де пропрацював з 2010 по 2011 рік.
В подальшому входив до тренерських штабів клубів «Сконто» та Латвія.
З 2013 року входить до тренерського штабу клубу Латвія.
| Дата       | Місто           | Господарі      | Результат | Гості       | Турнір            | Голи | Примітки |
| ---------- | --------------- | -------------- | --------- | ----------- | ----------------- | ---- | -------- |
| 21-4-1998  | Лієпая          | Латвія         | 1 – 2     | Литва       | Кубок Балтії      | -2   |          |
| 26-6-1999  | Куритиба        | Бразилія       | 3 – 0     | Латвія      | товариський матч  | -    | 87'      |
| 3-7-2001   | Рига            | Латвія         | 3 – 1     | Естонія     | Кубок Балтії      | -1   |          |
| 3-7-2003   | Таллінн         | Естонія        | 0 – 0     | Латвія      | Кубок Балтії      | -    |          |
| 20-12-2003 | Пафос (місто)   | Кувейт         | 2 – 0     | Латвія      | товариський матч  | -2   | 81'      |
| 6-6-2004   | Рига            | Латвія         | 2 – 2     | Азербайджан | товариський матч  | -2   |          |
| 21-5-2005  | Каунас          | Литва          | 2 – 0     | Латвія      | Кубок Балтії      | -1   | 46'      |
| 4-6-2005   | Санкт-Петербург | Росія          | 2 – 0     | Латвія      | Відбір до ЧС 2006 | -2   | 77'      |
| 8-6-2005   | Рига            | Латвія         | 1 – 0     | Ліхтенштейн | Відбір до ЧС 2006 | -    | 77'      |
| 12-11-2005 | Вітебськ        | Білорусь       | 3 – 1     | Латвія      | товариський матч  | -3   |          |
| 24-12-2005 | Пхангнга        | Таїланд        | 1 – 1     | Латвія      | King's Cup        | -1   |          |
| 26-12-2005 | Пхукет (місто)  | Північна Корея | 1 – 1     | Латвія      | King's Cup        | -1   |          |
| 28-12-2005 | Пхукет (місто)  | Оман           | 1 – 2     | Латвія      | King's Cup        | -1   |          |
| 30-12-2005 | Пхукет (місто)  | Північна Корея | 1 – 2     | Латвія      | King's Cup        | -1   |          |
| Усього     |                 | Матчів         | 14        |             | Голів             | -17  |          |